# Kraken (Pirates of the Caribbean)
 For alternative betydninger, se Kraken (flertydig). (Se også artikler, som begynder med Kraken)
Kraken er et fiktivt søuhyre, der optræder i filmtrilogien Pirates of the Caribbean. Uhyret havde sin første optræden i Pirates of the Caribbean: Død Mands Kiste, hvor den fremstod som en fjende. Til trods for at været skabt af Industrial Light & Magic for Død Mands Kiste og designet af filmens producer, er Kraken baseret på det mytologiske søuhyre af samme navn. Walt Disney Pictures var også det første studie, der producerede dette mytologiske uhyre ved brug af computergenereret billedgrafik.[kilde mangler] Kraken har en sidste lille, dog symbolsk, optræden i trilogiens tredje og sidste film Pirates of the Caribbean: Ved verdens ende.